# Píldora roja y píldora azul

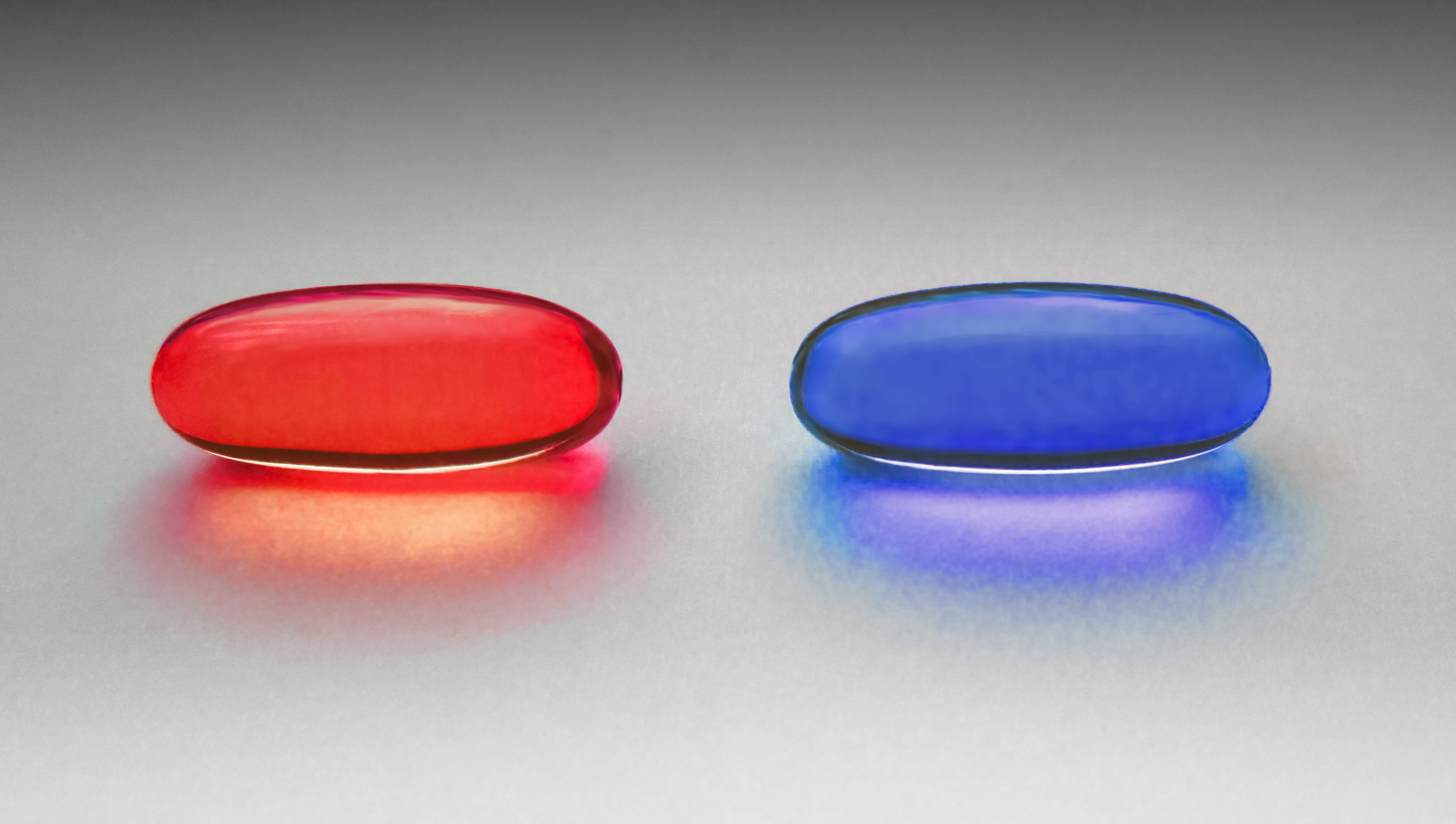
Píldoras de cápsulas rojas y azules, como las que aparecen en Matrix (1999)

Los términos «píldora roja» y «píldora azul» se refieren a la elección entre la voluntad de aprender una verdad potencialmente inquietante y que cambia la vida tomando la píldora roja o permaneciendo en la ignorancia satisfecha con la píldora azul. Los términos hacen referencia a una escena de la película Matrix de 1999.

## Contexto
En The Matrix, el líder rebelde Morfeo ofrece al protagonista, Neo, la posibilidad de elegir entre la píldora roja y la azul. La píldora roja representa un futuro incierto: le liberaría del control esclavizante del mundo onírico generado por la máquina y le permitiría escapar al mundo real, pero vivir la «verdad de la realidad» es más duro y difícil. Por otro lado, la píldora azul representa una hermosa prisión: le llevaría de vuelta a la ignorancia, viviendo en una comodidad confinada, sin necesidad ni miedo, dentro de la realidad simulada de Matrix. Como lo describe Morfeo: «Tomas la píldora azul... la historia termina, te despiertas en tu cama y crees lo que quieras creer. Tomas la píldora roja... te quedas en el País de las Maravillas, y te enseño lo profunda que es la madriguera del conejo». Neo elige la píldora roja y se une a la rebelión.

### Matrix(1999)

#### Realidad, subjetividad y religión
The Matrix (1999), dirigida por las Wachowski, hace referencias a mitos históricos y a la filosofía, incluyendo el gnosticismo, el existencialismo y el nihilismo. El argumento de la película se asemeja a la Alegoría de la caverna de Platón, "Zhuangzi soñó que era una mariposa" de Zhuangzi, el escepticismo de René Descartes y demonio maligno, las reflexiones de Kant sobre el Fenómeno frente al Ding an sich, la "máquina de experiencias de Robert Nozick, el concepto de realidad simulada y el experimento mental del cerebro en una cubeta. Matrix hace referencia directa a la novela de Lewis Carroll de 1865 Alicia en el País de las Maravillas con las frases «conejo blanco» y «descenso por la madriguera del conejo», además de referirse al camino de descubrimiento de Neo como el «País de las Maravillas».
La adaptación cinematográfica del anime del director japonés Mamoru Oshii de 1995 del manga Ghost in the Shell de Masamune Shirow de 1989 fue una fuerte influencia.
En Matrix, Neo (Keanu Reeves) oye rumores sobre Matrix y un misterioso hombre llamado Morfeo (Laurence Fishburne). Neo pasa las noches en el ordenador de su casa intentando descubrir el secreto de Matrix y qué es Matrix. Finalmente, otra hacker, Trinity (Carrie-Anne Moss), presenta a Neo a Morfeo.
Morfeo explica a Neo que Matrix es un mundo ilusorio creado para evitar que los humanos descubran que son esclavos de una influencia externa. Extendiendo una cápsula en cada una de sus palmas, describe la elección a la que se enfrenta Neo:

Esta es tu última oportunidad. Después de esto, no hay vuelta atrás. Tomas la píldora azul: la historia termina, te despiertas en tu cama y crees lo que quieras creer. Tomas la píldora roja: te quedas en el País de las Maravillas y te enseño lo profunda que es la madriguera del conejo. Recuerda: todo lo que ofrezco es la verdad. Nada más.

Según lo narrado, la píldora azul permitirá al sujeto permanecer en la realidad fabricada de Matrix; la roja sirve como "dispositivo de localización" para ubicar el cuerpo del sujeto en el mundo real y prepararlo para ser "desenchufado" de Matrix. Una vez que uno elige la píldora roja o azul, la elección es irrevocable.
Neo toma la píldora roja y despierta en el mundo real, donde es expulsado a la fuerza de la cámara llena de líquido en la que ha permanecido inconsciente. Tras su rescate y convalecencia a bordo de la nave de Morfeo, este le muestra la verdadera naturaleza de Matrix: una detallada simulación informática de la Tierra a finales del siglo XX (el año real, aunque no se sabe con certeza, se sugiere en la película original que es aproximadamente 200 años después, aunque en las secuelas Matrix Recargado, Matrix Revoluciones y Animatrix se revela que han pasado al menos 700 años). Se ha creado para mantener dóciles las mentes de los humanos mientras sus cuerpos se almacenan en enormes plantas de energía, y su calor corporal y bioelectricidad son consumidos como energía por las máquinas sensibles que los han esclavizado.
En una entrevista de 2012, Lana Wachowski dijo:
En Matrix Resurrecciones, el Analista utiliza píldoras azules para mantener reprimidos los verdaderos recuerdos de Neo en forma de sesiones de terapia. Más tarde, Neo toma otra píldora roja antes de ser liberado de nuevo de Matrix por Bugs y su equipo. En el caso de Trinity, no tiene que volver a tomar la píldora roja por la forma en que Sati la libera de Matrix. Las píldoras rojas también permiten que los programas amigos salgan de Matrix ahora, como se ve con la versión del programa Morfeo.

#### La píldora roja como alegoría transgénero
Las teorías de los fanáticos han sugerido que la píldora roja puede representar una alegoría de las personas transgénero o una historia de la historia de Lana y Lilly Wachowski al salir del armario como transgénero. Durante la década de 1990, una terapia hormonal transgénero común entre hombres y mujeres involucraba Premarin, una tableta marrón. Lilly Wachowski confirmó que esta teoría era correcta en agosto de 2020.

## Análisis
Un ensayo escrito por Russell Blackford discute sobre las píldoras roja y azul, cuestionando que si una persona estuviera completamente informada tomaría la píldora roja, optando por el mundo real, creyendo que la elección de la realidad física sobre una simulación digital no es tan beneficiosa como para ser válida para todas las personas. Tanto Neo como otro personaje, Cypher (Joe Pantoliano), toman la píldora roja en lugar de la azul, aunque más adelante, en la primera película de Matrix, este último demuestra su arrepentimiento por haber tomado esa decisión, diciendo que si Morfeo le hubiera informado plenamente de la situación, Cypher le habría dicho que "se metiera la píldora roja por el [culo]". Cuando Cypher hace posteriormente un trato con las máquinas para volver a Matrix y olvidar todo lo que había aprendido, dice: "La ignorancia es una bendición". Blackford argumenta que las películas de Matrix preparan las cosas para que, aunque Neo fracase, la toma de la píldora roja merezca la pena porque vive y muere auténticamente. Blackford y el escritor de ciencia ficción James Patrick Kelly consideran que Matrix pone la baraja en contra de las máquinas y su mundo simulado.
El autor de Matrix Warrior: Being the One, el autor Jake Horsley comparó la píldora roja con la LSD, citando una escena en la que Neo forma su propio mundo fuera de Matrix. Cuando le pregunta a Morfeo si puede volver, este le responde preguntándole si querría hacerlo. Horsley también describe la píldora azul como una adictiva, calificando la serie Matrix como una serie continua de elecciones entre tomar la píldora azul o no tomarla. Añade que los hábitos y rutinas de la gente dentro de Matrix no son más que las personas que se dosifican con la píldora azul. Mientras que describe la píldora azul como algo común, afirma que la píldora roja es única, y algo que alguien puede no encontrar.
En el libro de 2004 The Art of the Start, el autor Guy Kawasaki utiliza la píldora roja como análogo a la situación de los líderes de las nuevas organizaciones, en el sentido de que se enfrentan a la misma elección de vivir en la realidad o en la fantasía. Añade que si quieren tener éxito, tienen que tomar la píldora roja y ver lo profunda que es la madriguera del conejo.

## Otros usos
- En El vengador del futuro (Desafío total en España), la película de acción espacial de 1990 de Paul Verhoeven, un médico le dice al personaje de Arnold Schwarzenegger que se tome una píldora roja como acción simbólica para "despertarse" de un sueño simulado en el que, según el médico, el personaje de Schwarzenegger está atrapado. En realidad, el médico puede ser un agente implicado en el esfuerzo por neutralizar al personaje de Schwarzenegger.
- La Píldora Azul rootkit ("malware") -llamado así en referencia a la píldora, al igual que las técnicas de la Píldora Roja utilizadas para combatirlo- es un tipo especial de software que utiliza las técnicas de virtualización de las modernas unidades centrales de procesamiento (CPUs) para ejecutarse como un hipervisor; como plataforma virtual sobre la que se ejecuta todo el sistema operativo, es capaz de examinar todo el estado de la máquina y provocar cualquier comportamiento con pleno privilegio, mientras que el sistema operativo «cree» estar ejecutándose directamente en el hardware físico, creando un paralelo a la Matriz ilusoria. La Píldora Azul describe el concepto de infectar una máquina, mientras que las técnicas de la Píldora Roja ayudan al sistema operativo a detectar la presencia de dicho hipervisor.[19] Estos conceptos fueron descritos por Joanna Rutkowska en 2006.
- En ciberseguridad, una píldora roja es cualquier medio para detectar el hooking o la virtualización. Se utiliza con frecuencia en los programas antitrampa, antirootkit, malware y gestión de derechos digitales, etc. Las píldoras rojas suelen hacer uso de relojes en tiempo real para medir el tiempo que tardan en producirse las operaciones críticas y las interacciones con el hardware periférico, y comparar la duración de las mismas con la duración esperada de dichas operaciones tal y como se producen sin virtualización. Si el reloj está comprometido, el hipervisor puede ocultar su presencia ralentizando el reloj de forma controlada, para ocultar el tiempo extra impuesto por la virtualización.
- Hasta que se eliminaron del instalador de aplicaciones del sistema operativo Maemo en enero de 2010, ciertas funciones avanzadas se desbloqueaban mediante un Huevo de Pascua del «Modo Píldora Roja» para evitar el uso accidental por parte de los usuarios novatos, pero hacer que estuvieran disponibles para los usuarios experimentados. Este modo se activaba al empezar a añadir un catálogo cuya URL era "matrix" y luego elegir cancelar. Aparecía un cuadro de diálogo que preguntaba "¿Qué píldora?" con las opciones "Roja" o "Azul", permitiendo al usuario entrar en el modo de píldora roja.[20][21] En el modo "Píldora Roja", el instalador permite al usuario ver y reconfigurar paquetes del sistema cuya existencia normalmente no reconoce. En el modo "Píldora Azul", el instalador solo muestra el software instalado por un usuario, creando la ilusión de que el software del sistema no existe en el sistema.
- El webtoon de Looney Tunes "The Matwix", que parodia a Matrix, presenta las pastillas rojas y azules como donas.
- El cerdo Leo tiene que elegir entre la píldora roja o la azul en el corto documental animado de 2003 The Meatrix, una parodia de Matrix.
- En 2007 el bloguero neoreaccionario Curtis Yarvin utilizó los términos píldora roja y píldora azul para describir ciertas doctrinas relativas a la democracia.[22]
- La elección entre tomar la píldora azul o la roja es una metáfora central en el documental de Arte de 2011 Marx Reloaded, en el que filósofos como Slavoj Žižek y Nina Power exploran soluciones a la crisis económica y financiera de 2008-2009. La película también contiene una parodia animada de la escena de la píldora roja/azul en Matrix, con León Trotski como Morfeo y Karl Marx como Neo.[23]
- En algunas partes del movimiento por los derechos de los hombres y de la manosfera, el término «píldora roja» se utiliza como metáfora del momento específico en el que llegan a la convicción de que ciertos roles de género a los que se espera que se ajusten, como el matrimonio y la monogamia, están pensados para beneficiar únicamente a las mujeres, en lugar de para el beneficio mutuo.[24][25] En 2016 se estrenó un documental titulado La Píldora Roja que trata sobre el movimiento por los derechos de los hombres. Posteriormente fue adoptado por el movimiento derecha alternativa para representar la adopción de puntos de vista de extrema derecha.
- En 2017, la activista y comentarista política Candace Owens lanzó Red Pill Black, un sitio web y un canal de YouTube que promueve el conservadurismo negro en los Estados Unidos.[26]
- En mayo de 2020, Elon Musk tuiteó "Toma la píldora roja",[27] coincidiendo con un usuario de Twitter en que significaba adoptar una «actitud de librepensamiento y despertar de una vida normal de pereza e ignorancia».[28] Ivanka Trump retuiteó esto, declarando «¡Tomada!». Lilly Wachowski, directora de The Matrix, respondió a este intercambio con un «Que se pudran los dos».[29]